# Dionizije Dvornić
Dionizije Dvornić, ps. Bata (ur. 27 kwietnia 1926 w Popovcu, zm. w 30 października 1992 w Vevey), chorwacki piłkarz, występujący na pozycji napastnika. 6-krotnie wystąpił w reprezentacji Jugosławii.

## Kariera klubowa
Karierę rozpoczynał w klubie Olimpiji Osijek, następnie występował w zespole Proleter Osijek. W roku 1950 przeszedł do zespołu Dinamo Zagrzeb, gdzie aż do końca swoich występów w tym klubie w roku 1955 wystąpił 304 razy w barwach "Modrich", zdobywając aż 161 goli. Wraz z zespołem w roku 1951 wywalczył Puchar Jugosławii oraz w roku 1954 mistrzostwo Jugosławii. W Dinamie grał aż na trzech pozycjach: środkowego pomocnika, lewego pomocnika oraz lewego napastnika. W roku 1955 przeszedł do innego zagrzebskiego klubu NK Zagreb, gdzie grał do roku 1959, kiedy to przeszedł do pierwszoligowej szwajcarskiej drużyny Lausanne Sports. Grał też w Vevey Sports. Po zakończeniu piłkarskiej kariery zawodnik mieszkał w Lozannie przez pewien czas, po czym wrócił do Chorwacji, gdzie zamieszkał w Zagrzebiu.

## Kariera reprezentacyjna
Dvornić wystąpił dwukrotnie w reprezentacji "B", gdzie zdobył jednego gola (1951). W reprezentacji Jugosławii wystąpił 6 razy, zdobywając 1 gola. Zadebiutował w reprezentacji 18 października 1953 w towarzyskim meczu przeciwko Francji w Zagrzebiu, wygranym przez Jugosławię 3:1. W tym spotkaniu zdobył także swojego jedynego gola w reprezentacji. Występował także w spotkaniu rozgrywanym 16 maja 1954 w Belgradzie w meczu przeciwko Anglii, wygranym przez Jugosławię 1:0. Był to podobnie jak dla reprezentacji Polski jedyny w historii wygrany mecz z reprezentacją Anglii. Występował na MŚ 1954 w Szwajcarii. Wystąpił tam w jednym spotkaniu - przeciwko Brazylii, zremisowanym przez Jugosławię 1:1. W reprezentacji po raz ostatni wystąpił 26 września 1954 przeciwko Krajowi Saary rozgrywanym w Saarbrücken, wygranym przez Jugosłowian aż 5:1.
- 1. 18 października 1953 Belgrad, Jugosławia – Francja 3:1
- 2. 9 maja 1954 Zagrzeb, Jugosławia – Belgia 0:2
- 3. 16 maja 1954 Belgrad, Jugosławia – Anglia 1:0
- 4. 19 czerwca 1954 Lozanna, Jugosławia – Brazylia 1:1 d.
- 5. 22 września 1954 Cardiff, Walia – Jugosławia 1:3
- 6. 26 września 1954 Saarbrücken, Saara – Jugosławia 1:5